# Заволокин, Борис Фёдорович
Борис Фёдорович Заволокин (26 июля 1939, Тула — 15 апреля 2022, Тула) — советский и российский актёр театра и кино. Народный артист РСФСР (1987), заслуженный артист РСФСР (1979), почётный гражданин Тульской области (2019).

## Биография
Борис Фёдорович Заволокин родился 26 июля 1939 года в Туле. Его отец, Фёдор Николаевич, был учителем истории и обществоведения в Первом техническом училище, а мать, Тамара Ивановна, домохозяйкой. Своё детство будущий актёр также провёл в Туле, где его семья жила на улице Каминского в доме № 15. Будучи ещё школьником, он стал участвовать в кружках школьной самодеятельности, а благодаря учительнице литературы, которая также заведовала школьным драматическим кружком, развел в себе большой интерес к театральной сцене. Всё же после окончания школы в 1957 году он не сразу занялся актёрской карьерой, а первоначально поступил в Техническое училище, где работал его отец, после окончания которого некоторое время работал токарем на Тульском оружейном заводе.
Попытать счастье в актёрской карьере Борис Фёдорович решил после открытия набора в театральную студию местного театра драмы. После успешного конкурсного отбора был зачислен в студию, где его учителями стали режиссёры Юрий Юровский и Наталья Николаевна Паркалаб, а также Казимир Алексеевич Шишкин. Параллельно с учёбой в студии начал играть первые небольшие роли в Тульском театре драмы.
После окончания обучения в 1960 году Борис Фёдорович стал одним из немногих, кто не остался работать в Туле, а решил попробовать себя на других театральных сценах страны. Первоначально работал на Западной Украине в городе Мукачево, затем в Краснодарском государственном театре драмы, Астраханском драматическом театре, Самарском академическом театре драмы имени Горького, Иркутском областном драматическом театре имени Охлопкова и Тверском областном драматическом театре. В 1979 году актёр был удостоен звания заслуженный артист РСФСР, а в 1987 — народный артист РСФСР.
В 1989 году Заволокин вернулся в Тулу, где был принят в труппу Тульского театра драмы. Наиболее примечательными в 1990-х годах у него были роли в постановках «Концерт Высоцкого в НИИ» (1989), «Уроки музыки» (1989), «Любовь и голуби» (1993), «Волки и овцы» (1995), «Королевских играх» (1996), «Отдам в хорошие руки добрую старую собаку» (1996), «Неугомонная бабушка, или Пока она умирала…» (1997), «Пигмалион» (1999). В 2000-е годы у актёра появилось больше серьёзных и драматических ролей в таких спектаклях, как «Вчера подкралось незаметно» (2003), «Медовый месяц Белугина» (2005), «Страсти по Никите» (2006), «Униженные и оскорблённые» (2007) и «Свои люди — сочтёмся» (2008).
В 2007 году на Фестивале имени Н. Х. Рыбакова в Тамбове, Борис Заволокин стал лауреатом премии «Актёр России», за роль работника Митрича в спектакле «Страсти по Никите» по пьесе Льва Толстого «Власть тьмы». Помимо этого он четыре раза становился лауреатом премии «Триумф» — в 2002, 2006, 2011 и 2017 годах. Заволокин также становился обладателем государственных наград: Почётной грамотой Тульской областной Думы (2009), Медалью Тульской области «Трудовая доблесть III степени» (2013), Серебряной медалью «За особый вклад в развитие Тульской области» (2017) и званием Почётный гражданин Тульской области (2019).
Борис Заволокин умер 15 апреля 2022 года после продолжительной болезни в Туле в возрасте 82 лет. Последние дни жизни актёр провел в больнице, а на сцену не выходил с 27 марта. Соболезнования в связи со смертью Заволокина выразил губернатор Тульской области Алексей Дюмин. Похоронен на Смоленском кладбище в городе Туле.
В Тульском академическом театре драмы хранится коллекция из 600 миниатюрных башмачков, которую Борис Заволокин собирал много лет. Значительную часть собрания составляют сувениры, приобретенные в гастрольных поездках или в путешествиях. В марте 2023 года в Богородицком дворце-музее в Тульской области была открыта выставка «Башмачки счастья», которая посвящена памяти актёра.

## Творчество

### Роли в театре

#### Тульский академический театр драмы
- 1989 — «Концерт Высоцкого в НИИ» (Марк Розовский) — Игорь Николаевич
- 1989 — «Уроки музыки» (Людмила Петрушевская) — Фёдор Иванович
- 1990 — «Когда спящий проснется…» (Олег Ернев) — Семён Семёныч
- 1990 — «Дурацкая жизнь» (Семён Злотников) — Кулеба
- 1990 — «Ромео и Джульетта» (Уильям Шекспир) — брат Лоренцо
- 1990 — «Крошка» (Жан де Летраз) — Эдмонд Фонтанж
- 1991 — «Гарольд и Мод» (Колин Хиггинс) — инспектор Бернар
- 1991 — «Жиды города Питера, или Невеселые беседы при свечах» (братья Стругацкие) — Пинский
- 1991 — «Анна Каренина» (Лев Толстой) — дипломат
- 1991 — «Се ля ви, мой дорогой» (Жан-Жак Брикер, Морис Ласег) — Альбер Ламар
- 1991 — «Клевета на человечество» (Михаил Зощенко) — отец, дворник, ломовик
- 1992 — «Мышьяк… и кровавые кружева» (Джозеф Кессельринг) — доктор Харпер
- 1992 — «Гусар из КГБ» (Владимир Константинов, Борис Рацер) — Рагозин
- 1992 — «Лес» (Александр Островский) — Восьмибратов
- 1992 — «Программа „С любовью“» (Ларс Хесслинд) — любитель порядка
- 1993 — «Свадьба Кречинского» (Александр Сухово-Кобылин) — Муромский
- 1993 — «Свидетель обвинения» (Агата Кристи) — Уилфрид Робартс
- 1994 — «Безумный день, или Женитьба Фигаро» (П. Бомарше) — Бартоло
- 1994 — «Всё о Еве» (Мэри Орр и Реджинальд Дэнем) — Берт Хинкл
- 1994 — «Любовь и голуби» (Владимир Гуркин) — Митя Вислухин
- 1994 — «Тульский секрет-2» (Борис Рацер, Владимир Константинов) — Атаман Платов
- 1994 — «А дождь себе льет да льет…» (Елена Поддубная) — Герцог Нортумберленд
- 1994 — «Уступи место завтрашнему дню» (Вина Дельмар) — Хеннинг
- 1995 — «Женские тайны» (Уильям Сомерсет Моэм) — доктор Корниш
- 1995 — «Море любви» (Борис Рацер, Владимир Константинов) — Вадим Петрович
- 1995 — «Волки и овцы» (Александр Островский) — Лыняев
- 1995 — «Белоснежка и семь гномов» (Лев Устинов, Олег Табаков) — Егерь
- 1996 — «От красной крысы до зелёной звезды» (Алексей Слаповский) — Б. («Дверь»)
- 1996 — «Рыцарь большой мечты» (Мигель Сервантес) — богатый крестьянин
- 1996 — «Отдам в хорошие руки добрую старую собаку» (Лев Проталин) — Гриша
- 1996 — «Королевские игры» (Григорий Горин) — Норфолк
- 1996 — «Остров нашей любви и надежды» (Геннадий Соловский) — Сан Саныч
- 1997 — «Неугомонная бабушка, или Пока она умирала…» (Надежда Птушкина) — Игорь
- 1997 — «Два гусара» (Лев Толстой) — предводитель
- 1997 — «Дамская война» (Эжен Скриб) — барон де Монришар
- 1998 — «Быть или не быть» (Уильям Гибсон) — Ходжс
- 1998 — «Игра любви и случая» (Пьер Мариво) — Оргон
- 1998 — «Лизанька» (Александр Пушкин) — Муромский
- 1998 — «Американский блюз (Орфей спускается в ад)» (Теннесси Уильямс) — шериф Толбет
- 1999 — «Пигмалион» (Джордж Бернард Шоу) — полковник Пикеринг
- 1999 — «Контесса, или Радость бытия» (Морис Дрюон) — Огеренк
- 1999 — «Двенадцатая ночь, или Что угодно» (Уильям Шекспир) — сэр Тоби
- 2000 — «Знатный ребёнок, или Кавказский меловой круг» (Бертольт Брехт) — Арсен Казбеки
- 2000 — «С любовью не шутят» (Педро Кальдерон) — Дон Педро Энрикес
- 2000 — «Кадриль» (Владимир Гуркин) — Николай Звягинцев
- 2002 — «Чудаки» (Максим Горький) — Вукол Потехин
- 2002 — «От нежного сердца!» (Владимир Соллогуб, Николай Некрасов) — Золотников
- 2003 — «Вчера подкралось незаметно» (Андрей Озолин) — Борис Петрович
- 2003 — «Женитьба» (Николай Гоголь) — Иван Павлович Яичница
- 2004 — «Слишком женатый таксист» (Рэй Куни) — инспектор Портерхаус
- 2004 — «Доктор философии» (Бранислав Нушич) — Живота Цвийович
- 2005 — «Вероника (Вечно живые)» (Виктор Розов) — Фёдор Иванович
- 2005 — «Тёмная история» (Питер Шеффер) — Шварц
- 2005 — «Медовый месяц Белугина» (Александр Островский, Николай Соловьев) — Гаврила Пантелеич Белугин
- 2006 — «Страсти по Никите» (Лев Толстой) — Митрич
- 2006 — «Ханума» (Авксентий Цагарели) — Микич Котрянц
- 2007 — «Униженные и оскорблённые» (Фёдор Достоевский) — Николай Сергеевич Ихменев
- 2008 — «Леди на день» (Олег Данилов) — мэр Нью-Йорка
- 2008 — «Свои люди — сочтёмся!» (Александр Островский) — Самсон Силыч Большов
- 2009 — «Чао!» (Марк-Жильбер Соважон) — Куфисель
- 2009 — «Отелло» (Уильям Шекспир) — Брабанцио
- 2011 — «Деревья умирают стоя» (Алехандро Касона) — сеньор Бальбоа
- 2011 — «Не всё коту масленица» (Александр Островский) — Ермил Зотыч Ахов
- 2011 — «Тётка Чарлея» (Брандон Томас) — лакей Брассет
- 2012 — «Смешанные чувства» (Ричард Баэр) — Герман Льюис
- 2012 — «Сказ о тульском Левше (Блоха)» (Евгений Замятин) — оружейник-старик Егупыч
- 2013 — «Последние» (Максим Горький) — Иван Коломийцев
- 2014 — «Карнавал в Вероне» (Григорий Горин) — синьор Монтекки
- 2014 — «Пиковый валет» (Борис Акунин) — князь Долгорукий
- 2015 — «Два веронца» (Уильям Шекспир) — Ланс, слуга Протея
- 2015 — «За двумя зайцами» (Михаил Старицкий) — Прокоп Свиридович Серко
- 2015 — «Дама с камелиями» (Александр Дюма-сын) — месье Дюваль
- 2016 — «Расточитель» (Николай Лесков) — Калина Дмитриевич Дробадонов
- 2017 — «Укрощение строптивой» (Уильям Шекспир) — Винченцио
- 2017 — «Машенька» (Александр Афиногенов) — Петр Михайлович Окаёмов
- 2019 — «Кони привередливые» (Василий Шукшин) — отец

### Фильмография
- 1969 — Почтовый роман (нет в титрах)
- 1972 — Пётр Рябинкин
- 1973 — Нейлон 100 % — помощник коневода Коржова
- 1973 — Не пройдёт и года… — Альберт Афанасьевич
- 1979 — Прости-прощай — водитель «КамАЗа»
- 2008 — Апостол — хозяин ресторана
- 2015 — Охрана